# Pseudostenhelia
Pseudostenhelia är ett släkte av kräftdjur. Pseudostenhelia ingår i familjen Diosaccidae.
Kladogram enligt Catalogue of Life:
| Pseudostenhelia | \| \| Pseudostenhelia secunda \| \| \| \| \| \| Pseudostenhelia wellsi \| \| \| \| |
|                 | \| \| Pseudostenhelia secunda \| \| \| \| \| \| Pseudostenhelia wellsi \| \| \| \| |
|                 | Pseudostenhelia secunda                                                            |
|                 |                                                                                    |
|                 | Pseudostenhelia wellsi                                                             |
|                 |                                                                                    |